# 秋月直胤
秋月直胤（あきづき なおかず、1911年〈明治44年〉1月20日 - 1988年〈昭和63年〉11月）は日本の歌手、教育者。

## 概要
岡山県岡山市広瀬町出身。東京音楽学校を卒業後も声楽の研究を続けるつもりでいたが、山田耕筰の推薦でコロンビアレコードに入り、青山 薫（あおやま かおる）の芸名で歌手として活動する。青山薫の芸名は西條八十によるものである。流行歌歌手を引退後はクラシック界に復帰し、バリトン独唱者として活躍した。1948年（昭和23年）には大阪音楽大学に声楽部長、教授として招かれ、教鞭をとった。
その後大学を退いて新設音楽大学の設立を計画するもかなわず、1951年（昭和26年）4月からは兵庫県宍粟郡山崎町（現在の宍粟市）に居を移し、兵庫県立山崎高等学校で教鞭をとる。同校在職中に同校で校歌が制定されるまで歌われていた『山崎高校生徒会歌』を作曲している。1961年（昭和36年）4月に兵庫県立姫路商業高等学校が開設されると同校に移動となり、同校の初代校長である松井利男と出会う。松井と秋月はそれぞれ作詩、作曲に長けていたため姫路商業高校はもちろんのこと、西播磨一円の学校の校歌を多く手掛けている。また、姫路を舞台としたオペラやミュージカルも手掛け、1965年（昭和40年）には第3回姫路文化賞を受賞している。
1969年（昭和44年）3月に定年退職すると子の居住する埼玉県に転居し、1973年（昭和48年）には埼玉県立川越高等学校の音楽科講師に迎えられ、関東で活動を続けた。1988年（昭和63年）11月、78歳没。

## 主な作品
- 兵庫県立山崎高等学校生徒会歌『山崎高校生徒会歌』[2]
- 兵庫県立姫路商業高等学校校歌[6]
- 兵庫県立千種高等学校校歌[7]
- 姫路市立菅生小学校校歌[8]
- 姫路市立前之庄小学校校歌[9]
- 姫路市立城山中学校校歌[10]
- 赤穂市立御崎小学校校歌『空は高いよ』[11][12]
- 赤穂市立赤穂中学校校歌『みなもと遠き』[12]
- 赤穂市立赤穂中学校生徒歌『庭のさくら』[12]
- 赤穂市立坂越中学校校歌『坂越高雄の』[12]
- 相生市立矢野川中学校校歌[13]
- 宍粟市立神戸小学校校歌[14]（同校は合併して宍粟市立はりま一宮小学校となっている。）
- 宍粟市立染河内小学校校歌[15]（同校は合併して宍粟市立はりま一宮小学校となっている。）
- 宍粟市立一宮北中学校校歌[16]
- 山崎町立神河中学校校歌[17]（同校は合併して宍粟市立山崎東中学校となっている。）
- 上郡町立赤松小学校校歌[18]（同校は合併して上郡町立上郡小学校となっている。）